# Тодаймаэ (станция)
Станция Тодаймаэ (яп. 東大前駅 то:дай маэ эки) — железнодорожная станция на линии Намбоку, расположенная в специальном районе Бункё в Токио. Станция обозначена номером N-12. В окрестностях станции расположен Токийский университет. На станции установлены платформенные раздвижные двери.

## Планировка станции
Одна платформа островного типа и 2 пути.
| 1 | ○ Линия Намбоку | Комагомэ, Акабанэ-Ивабути, Урава-Мисоно                   |
| 2 | ○ Линия Намбоку | Нагататё, Сироканэ-Таканава, Мэгуро, (Линия Мэгуро) Хиёси |

## Близлежащие станции
| «        |  | Линия         |  | »            |
| -------- |  | ------------- |  | ------------ |
| Коракуэн |  | Линия Намбоку |  | Хон-Комагомэ |